# Johanna (ketch, 1903)
Le Johanna est un ancien voilier de transport de fret de type Ewer, avec une coque en acier et gréé en ketch. Le navire a été construit à Elmshorn en 1903 sous le nom de Hertha et a continué à transporter des marchandises sur l'Elbe et ses affluents jusqu'en 1962.
En 1973-1978, le voilier a été restauré pour être utilisé lors de croisières à voile sur l'Elbe et la mer Baltique. En 2002, le navire a été repris par la Fondation maritime de Hambourg . Ce voilier bien conservé et peu modifié représente la flotte de petits cargos qui effectuaient encore le transport de marchandises sur l'Elbe entre Hambourg et les marais du Bas-Elbe dans les premières décennies du XXe siècle. Le Johanna' est classé comme un navire traditionnel et est utilisé pour des croisière d'affrètement. Le navire est exploité par l'association Freunde des Besan-Ewers Johanna e.V. Selon la Fondation maritime de Hambourg, Johanna est l'un des Ewer (de) les mieux conservées et les mieux restaurées qui aient survécu.

## Historique
Le Ewer a été construit en 1903 sous le nom de Hertha au chantier naval Johannes Thormhlen à Elmshorn. On sait peu de choses sur l'utilisation du navire au cours des premières années. À la fin des années 1920, il a été transformé en bateau à moteur. Il a reçu un moteur et les mâts ont été enlevés. Après de nouvelles modifications, seule la forme de la coque du navire rappelle celle d'un Ewer. Dans les années 1930 ou 1940, le navire a été renommé Ingeborg. Le service de transport est devenu de moins en moins rentable au fil des ans.
Lors de la tempête de 1962, l' Ingeborg aheurté un poteau dans le port d'Elmshorn et a été gravement endommagé sur la coque sous-marine. Le propriétaire s'est séparé du navire, qui a ensuite été utilisé comme cadre de travail au port de Glückstadt. En 1973, l'éditeur Egon Heinemann achète l' Ingeborg, le fait restaurer au chantier naval d'Allermhe (ancien chantier naval de Jastram) jusqu'en 1978 et le rebaptise Johanna.
En 1983, un nouveau propriétaire a repris le voilier et l'a converti pour des croisières de groupe. Jusqu'en 2001, le Johanna a été principalement utilisé pour des voyages de voile avec des groupes d'enfants sur l'Elbe et la mer Baltique. Le nouveau propriétaire a également fondé l'association Segelnde Museumsschiffe Hamburg e.V. dont l'association d'entreprise Freunde des Besan-Ewers Johanna e. V. a été créée.
Dans les années 1980, l'Ewer a joué dans la série télévisée Das Rütsel der Sandbank, une adaptation cinématographique du roman du même nom de l'écrivain irlandais Robert Erskine Childers, `` Finkenwerder Stories et le documentaire Junge Liebe zur alten Johanna sur le rôle de la Norddeutscher Rundfunk.

### Préservation
La Fondation maritime de Hambourg a repris le Johanna en novembre 2002. Le navire a été amarré dans le Finkenwerder Kutterhafen pendant de nombreuses années. Depuis mai 2009, il est dans le port maritime traditionnel de Sandtorhafen (maintenant à Hambourg-Finkenwerder). Le navire est utilisé pour des excursions d'une journée et des croisières de plusieurs jours.

### Description de l'Ewer
Le Johanna a une coque en acier riveté, le fond plat du navire était à l'origine en bois tendre. Il possède  deux mâts pliables, le gréement correspond à un ketch à voiles corne. Afin de pouvoir naviguer au plus près du vent malgré le fond plat, le bateau est équipé hors-bord de deux dérives repliables. Le faible tirant d'eau, les mâts pliables et le fond plat permettaient au cargo de remonter loin dans les affluents de l'Elbe.
Le voilier est équipé d'un moteur diesel à deux cylindres et d'une puissance de 50 cv de Motorenfabrik Darmstadt GmbH (MODAG). La première motorisation a eu lieu en 1928, à cette époque, il avait reçu un moteur d'une puissance de 28 cv.
Les navires de ce type étaient utilisés par un équipage de deux personnes : le skipper, qui était principalement propriétaire et capitaine en même temps, et un matelot qui était responsable des activités simples. Le Johanna a maintenant un équipage de quatre personnes. Il peut accueillir jusqu'à seize passagers pour des excursions d'une journée et six pour des voyages de plusieurs jours.